# Déroc
Déroc (mort en 113) est un roi géorgien de Mtskheta. Il règne de 103 à 113.
Il est le fils d'Armazel. On ne sait rien de son règne, si ce n'est qu'il règne conjointement avec Amazasp Ier (le premier reste dans la cité intérieure et le second règne à Armaz). Il meurt après un règne de dix ans, sous la vassalité de l'Arménie, en 113.
Il a eu un fils unique :
- Mihrdat Ier, roi de Mtskheta.